# Rinderbestattung von Varnkevitz

Lage

Die neolithische Rinderbestattung von Varnkevitz, unweit vom Kap Arkona auf Rügen in Mecklenburg-Vorpommern wurde 1996 im Kliff bei Varnkevitz westlich von Putgarten entdeckt. Die gewissenhaft mit faustgroßen Granitkieseln ausgekleidete und einem Granitpflaster abgedeckte Grube, war durch einen Uferabbruch am „Höllen-Liet“ freigelegt worden.
In der Grube befand sich, laut Fundbericht, ein Rinderskelett im Knochenverband. Das in die Grube hereingepresste Tier lag auf dem Rücken. Weitere Funde wurden nicht gemacht. Aus der Nähe stammten neolithische und slawische Artefakte und menschliche Knochen, darunter ein Schädel.
Die Rinderbestattung war eine in prähistorischen Ackerbauernkulturen von Ägypten bis Skandinavien verbreitete Ritualhandlung, die vermutlich mit der kultischen Verehrung des Tieres (Apis-Stier, Mnevis-Stier, Buchis-Stier) einherging. Stier und Schlange stehen meist für die Fruchtbarkeit. Die mit der Kugelamphoren-Kultur (KAK - 3100–2700 v. Chr.) verbundenen Funde aus Mecklenburg-Vorpommern wurden von Axel Pollex zusammengestellt.